# Meragisa vistara
Meragisa vistara är en fjärilsart som beskrevs av William Schaus 1928. Meragisa vistara ingår i släktet Meragisa och familjen tandspinnare. Inga underarter finns listade i Catalogue of Life.